# Platorish flavitarsis
Platorish flavitarsis är en spindelart som först beskrevs av Ludwig Carl Christian Koch 1875.  Platorish flavitarsis ingår i släktet Platorish och familjen Trochanteriidae. Inga underarter finns listade i Catalogue of Life.